# Castel Reichenbach
Castel Reichenbach (in tedesco Ansitz Reichenbach) è un castello che si trova a Maia Alta nel comune di Merano.
La nascita del castello si può datare tra la fine del XIII e l'inizio del XIV secolo.
Nel 1429 fu di proprietà dello svevo Jakob von Reichenbach da cui il castello prese il nome. In seguito fu residenza dei von Knillenberg, la cui ultima discendente Anna lo portò in dote al marito Peter von Sölder.
Nel 1854 il castello fu acquistato dal famoso medico Franz Tappeiner, noto per essere stato un forte sostenitore delle proprietà curative del clima di Merano e aver iniziato la costruzione della passeggiata che oggi porta il suo nome. Tappeiner vi visse fino alla morte nel 1902. Nel 1903 Reichenbach fu rimaneggiato, su progetto degli architetti locali Josef Musch e Carl Lun, in stile storicista improntato a un regionalismo estetico.
Nel 1860 la contessa Esterházy avviò un'opera di restauro a cui dobbiamo il suo aspetto attuale.
Oggi il castello è di proprietà del monastero cistercense di Stams e non è visitabile.